# Michael Duberry
Michael Wayne Duberry est un footballeur anglais né le 14 octobre 1975 à Enfield. Il jouait au poste de défenseur.

## Biographie
Il passe la majorité de sa carrière dans les clubs de Chelsea et de Leeds United.
Il remporte notamment la Coupes des Coupes en 1998 avec Chelsea.

## Carrière
- 1993-1999 : Chelsea  Angleterre
  - 1995 : Bournemouth AFC  Angleterre (prêt)
- 1999-2005 : Leeds United  Angleterre
  - 2004-2005 : Stoke City  Angleterre (prêt)
- 2005-2007 : Stoke City  Angleterre
- 2007-2009 : Reading  Angleterre
- 2009-2010 : Wycombe Wanderers  Angleterre
- 2010-2011 : Saint Johnstone  Écosse
- 2011- : Oxford United  Angleterre[1],[2]

## Palmarès

### Avec Chelsea
- Vainqueur de la Coupes des Coupes en 1998
- Vainqueur de la Supercoupe de l'UEFA en 1998
- Vainqueur de la League cup en 1998

### Avec Leeds
- Demi-finaliste de la Coupe de l'UEFA en 2000
- Demi-finaliste de la Ligue des champions en 2001